# チェックメイト!〜正義の番人〜
『チェックメイト!～正義の番人～』（チェックメイト!～せいぎのばんにん、原題:特別労働監督官 チョ・ ジャンプン、朝: 특별근로감독관 조장풍、英: Special Labor lnspector）は、2019年4月8日から5月28日まで放送された韓国・MBCの痛快アクションコメディテレビドラマ。数々の企業の不正を暴くために、労働監督官である男が、教え子や刑事の元妻と手を組む。全32話。最高視聴率は、8.4%。日本では、KNTVやBS12などで放送された。

## あらすじ
かつて高校の体育教師だったジンガプ(キム・ドンウク)は、あることをきっかけに教師を解雇された。その後、学生時代の柔道部の後輩で、刑事である妻ミラン(パク・セヨン)とも離婚。社会にしがみつくために、労働監督官に就職する、復讐する傍ら、労働問題を解決へと導く。そんな中、解雇された原因が自分を虐めた元教え子・ヤン・テス(イ・サンイ)と分かった。そして彼は、元教え子への復讐を開始する。

## キャスト
- チョ・ジンガプ：キム・ドンウク

元高校体育教師。現在は特別労働監督官で、あだ名はジョンプン。
- チュ・ミラン：パク・セヨン

刑事。ジンガプの元妻。
- ウ・ドハ：リュ・ドックァン

ミョンソングループ専属弁護士。
- チョン・ドック：キム・ギョンナム

探偵会社・甲乙企画社長。ジンガプの教え子。
- ヤン・テス：イ・サンイ

悪徳企業ミョンソングループ御曹司。ジンガプを解雇ヘ追い詰めた元教え子。

## スタッフ
- 脚本：キム・バンディ
- 演出：パク・ウォングク

## 日本での放送
放送チャンネルによって、話数がオリジナルの話数と異なる事がある。放送形式は、朝鮮語放送（日本語字幕付き）。
- KNTV：2019年7月29日[1] - 2019年9月16日[2]（毎週月 20時50分 - 23時15分）※16話版で放送
  - 同上：2019年9月24日[3] - 2019年11月18日[4]（毎週月～火 5時45分 - 7時00分）※再放送
  - 同上：2019年11月22日[5] - 2019年12月13日[6]（毎週月～金 16時00分 - 17時15分）※再々放送
- BS12トゥエルビ：2020年6月26日 - 2020年7月22日（毎週月～金 16時00分 - 17時00分）※20話版で放送
  - 同上：2020年12月2日 - 2020年12月29日（毎週月～金 5時30分 - 6時30分）※再放送
- アジアドラマチックTV：2021年10月26日 - 2021年11月30日（毎週月〜水 9時30分 - 10時45分頃）※16話版で放送
  - 同上：2021年11月1日 - 2021年12月6日（毎週月～水 22時00分 - 23時15分頃）※再放送

## 受賞

### 2019 MBC演技大賞[7]
- 大賞 (キム・ドンウク - チョ・ジンガプ役)
- 最優秀賞(月火特別企画ドラマ部門) (キム・ドンウク - チョ・ジンガプ役)
- 優秀賞(月火特別企画ドラマ部門) (パク・セヨン - チュ・ミラン役)
- 脚本家賞 (キム・バンディ)
- 助演賞(月火特別企画ドラマ部門) (オ・デファン - ク・デギル役)

### 2019コリアドラマアワード[8]
- 男優最優秀演技賞 (キム・ドンウク - チョ・ジンガプ役)

### 第14回ソウルドラマアワード2019[9]
- 男性俳優賞 (キム・ドンウク - チョ・ジンガプ役)